# شعب الشامي (عمران)
شعب الشامي هي إحدى قرى الجمهورية اليمنية. تتبع جغرافيا لمحافظة عمران وإداريًا لمديرية صوير. يبلغ تعداد سكانها 1739 نسمة حسب الإحصاء الذي أجري عام 2004.